# Parafia Narodzenia Najświętszej Maryi Panny w Opolnie-Zdroju
Parafia Narodzenia Najświętszej Maryi Panny w Opolnie-Zdroju – parafia rzymskokatolicka w dekanacie Bogatynia w diecezji legnickiej. Erygowana 23.04.1972 z podziału parafii Niepokalanego Poczęcia Najświętszej Maryi Panny w Bogatyni.
Obsługiwana przez księży diecezjalnych. Jej administratorem jest ks. Ryszard Trzósło